# Corey Williams (basket-ball, 1970)
Ne doit pas être confondu avec Corey Williams (basket-ball, 1977).
Pour les articles homonymes, voir Corey Williams et Williams.
Corey Williams, né le 24 avril 1970 dans le comté de Twiggs, en Géorgie, est un joueur et entraîneur américain de basket-ball. Il évolue durant sa carrière au poste de meneur.

## Palmarès
- Champion NBA 1993